# 황조실록
황조실록(皇朝實錄)은 요나라에서 편찬한 실록으로, 요사 연구의 중요한 자료이다. 요의 마지막 황제인 요천조제(遼天祚帝)가 명하여 야율엄이 편찬했으며, 전 70권으로 이루어져 있다. 후일 금과 원에서 작성한 《요사》의 중요 참고 자료가 되었다.